# Skate America 2011
Navigation
Édition précédente Édition suivante
Le Skate America est une compétition internationale de patinage artistique qui se déroule aux États-Unis au cours de l'automne. Il accueille des patineurs amateurs de niveau senior dans quatre catégories: simple messieurs, simple dames, couple artistique et danse sur glace.
Le trentième Skate America est organisé du 20 au 23 octobre 2011 à la Citizens Business Bank Arena d'Ontario en Californie. Il est la première compétition du Grand Prix ISU senior de la saison 2011/2012.

## Résultats

### Messieurs

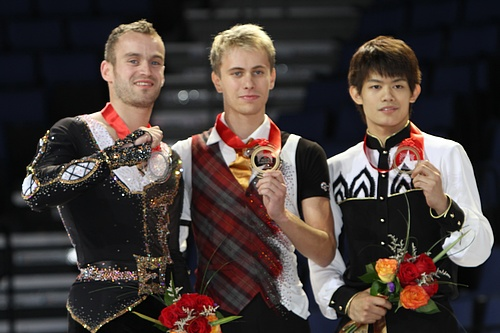
Podium des Messieurs

| Rang | Nom                  | Pays       | Points | Programme court | Programme court | Programme libre | Programme libre |
| ---- | -------------------- | ---------- | ------ | --------------- | --------------- | --------------- | --------------- |
| 1    | Michal Březina       | Tchéquie   | 216.00 | 1               | 79.08           | 3               | 136.92          |
| 2    | Kevin Van Der Perren | Belgique   | 212.48 | 4               | 70.09           | 1               | 142.39          |
| 3    | Takahiko Kozuka      | Japon      | 212.09 | 2               | 70.69           | 2               | 141.40          |
| 4    | Richard Dornbush     | États-Unis | 202.27 | 5               | 70.03           | 6               | 132.24          |
| 5    | Denis Ten            | Kazakhstan | 197.98 | 6               | 67.38           | 7               | 130.60          |
| 6    | Daisuke Murakami     | Japon      | 193.32 | 3               | 70.67           | 9               | 122.65          |
| 7    | Douglas Razzano      | États-Unis | 192.95 | 9               | 60.69           | 5               | 132.26          |
| 8    | Samuel Contesti      | Italie     | 190.20 | 10              | 55.52           | 4               | 134.68          |
| 9    | Florent Amodio       | France     | 187.60 | 8               | 62.46           | 8               | 125.14          |
| 10   | Armin Mahbanoozadeh  | États-Unis | 179.07 | 7               | 64.54           | 10              | 114.53          |

### Dames

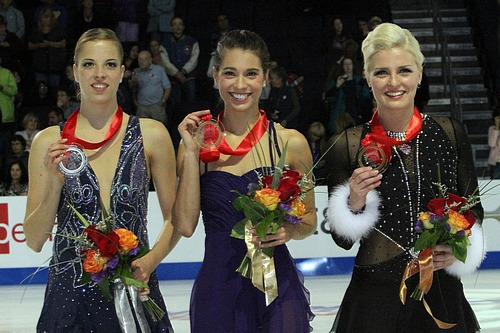
Podium des Dames

| Rang | Nom                  | Pays       | Points | Programme court | Programme court | Programme libre | Programme libre |
| ---- | -------------------- | ---------- | ------ | --------------- | --------------- | --------------- | --------------- |
| 1    | Alissa Czisny        | États-Unis | 177.48 | 1               | 64.20           | 2               | 113.28          |
| 2    | Carolina Kostner     | Italie     | 177.35 | 2               | 60.23           | 1               | 117.12          |
| 3    | Viktoria Helgesson   | Suède      | 145.75 | 5               | 51.13           | 5               | 94.62           |
| 4    | Haruka Imai          | Japon      | 142.94 | 4               | 54.67           | 9               | 88.27           |
| 5    | Ksenia Makarova      | Russie     | 142.67 | 7               | 45.95           | 4               | 96.72           |
| 6    | Caroline Zhang       | États-Unis | 140.70 | 3               | 55.05           | 10              | 85.65           |
| 7    | Elene Gedevanishvili | Géorgie    | 140.12 | 10              | 42.51           | 3               | 97.61           |
| 8    | Joelle Forte         | États-Unis | 139.70 | 6               | 48.86           | 7               | 90.84           |
| 9    | Valentina Marchei    | Italie     | 135.17 | 9               | 43.19           | 6               | 91.98           |
| 10   | Joshi Helgesson      | Suède      | 133.98 | 8               | 45.03           | 8               | 88.95           |

### Couples

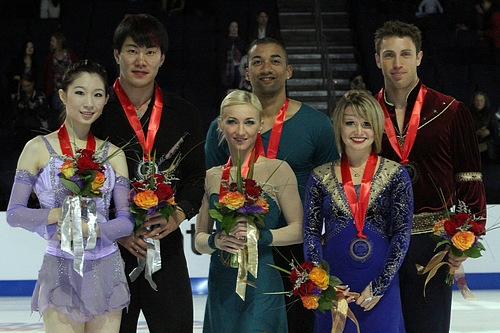
Podium des couples artistiques

| Rang | Nom                                     | Pays       | Points | Programme court | Programme court | Programme libre | Programme libre |
| ---- | --------------------------------------- | ---------- | ------ | --------------- | --------------- | --------------- | --------------- |
| 1    | Aljona Savchenko / Robin Szolkowy       | Allemagne  | 183.98 | 5               | 59.45           | 1               | 124.53          |
| 2    | Zhang Dan / Zhang Hao                   | Chine      | 178.66 | 1               | 62.85           | 3               | 115.81          |
| 3    | Kirsten Moore-Towers / Dylan Moscovitch | Canada     | 177.43 | 4               | 59.60           | 2               | 117.83          |
| 4    | Caydee Denney / John Coughlin           | États-Unis | 175.40 | 2               | 59.62           | 4               | 115.78          |
| 5    | Vera Bazarova / Yuri Larionov           | Russie     | 173.94 | 3               | 59.62           | 5               | 114.32          |
| 6    | Tiffany Vise / Don Baldwin              | États-Unis | 155.42 | 7               | 51.55           | 6               | 103.87          |
| 7    | Mary Beth Marley / Rockne Brubaker      | États-Unis | 144.80 | 6               | 56.16           | 8               | 88.64           |
| 8    | Maylin Hausch / Daniel Wende            | Allemagne  | 141.54 | 8               | 48.94           | 7               | 92.60           |

### Danse sur glace

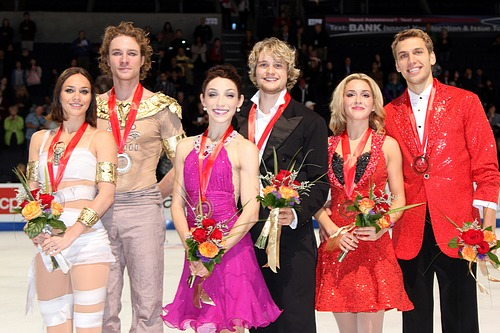
Podium de la danse sur glace

| Rang | Nom                                   | Pays       | Points | Danse courte | Danse courte | Danse libre | Danse libre |
| ---- | ------------------------------------- | ---------- | ------ | ------------ | ------------ | ----------- | ----------- |
| 1    | Meryl Davis / Charlie White           | États-Unis | 178.07 | 1            | 70.33        | 1           | 107.74      |
| 2    | Nathalie Péchalat / Fabian Bourzat    | France     | 156.29 | 2            | 60.07        | 2           | 96.22       |
| 3    | Isabella Tobias / Deividas Stagniūnas | Lituanie   | 132.58 | 5            | 51.83        | 4           | 80.75       |
| 4    | Nelli Zhiganshina / Alexander Gazsi   | Allemagne  | 131.61 | 3            | 55.66        | 6           | 75.95       |
| 5    | Kharis Ralph / Asher Hill             | Canada     | 131.29 | 4            | 52.68        | 5           | 78.61       |
| 6    | Madison Hubbell / Zachary Donohue     | États-Unis | 131.04 | 6            | 49.71        | 3           | 81.33       |
| 7    | Isabella Cannuscio / Ian Lorello      | États-Unis | 115.22 | 7            | 42.05        | 8           | 73.17       |
| 8    | Alexandra Paul / Mitchell Islam       | Canada     | 111.70 | 8            | 37.50        | 7           | 74.20       |

## Sources
- Résultats du Skate America 2011 sur le site de l'ISU
- Patinage Magazine N°129 (Janvier/Février 2012)